# Roodkeelstruiksluiper
De roodkeelstruiksluiper (Pyrrholaemus brunneus) is een zangvogel uit de familie Acanthizidae (Australische zangers).

## Verspreiding en leefgebied
Deze soort komt voor in een groot deel van de zuidelijke helft van Australië.

## Status
De grootte van de populatie is in 2000 geschat op 3 miljoen volwassen vogels. Op de Rode lijst van de IUCN heeft deze soort de status niet bedreigd.